# Masdevallia andreae
Masdevallia andreae är en orkidéart som beskrevs av Pedro Ortiz Valdivieso. Masdevallia andreae ingår i släktet Masdevallia och familjen orkidéer.
Artens utbredningsområde är Colombia. Inga underarter finns listade i Catalogue of Life.